# Cordesse
 Cordesse  es una población y comuna francesa, en la región de Borgoña, departamento de Saona y Loira, en el distrito de Autun y cantón de Lucenay-l'Évêque.

## Demografía
| 156 | 149 | 121 | 150 | 150 | 142 |
| Para los censos de 1962 a 1999 la población legal corresponde a la población sin duplicidades (Fuente: INSEE [Consultar]) |     |     |     |     |     |